# Playa de la Cantería
La Playa de la Cantería, también conocida como "La Playa de Atrás", es una playa situada en Lanzarote, Islas Canarias (España).

## Localización
La playa está situada al norte de la isla de Lanzarote, junto al pueblo marinero de Órzola, municipio de Haría, punto de enlace por mar con La Isla Graciosa y con el resto de islotes del archipiélago Chinijo.

## Características
La playa está caracterizada por su oleaje propicia para aficionados iniciados al surf. En los años de la guerra civil española, se crearon trincheras en esta playa. En la actualidad, se celebran algunos campeonatos de surf al año y en días de viento sur en la isla, es ideal para un baño.